# Base professor Julio Escudero
La base professor Julio Escudero (in spagnolo Base Profesor Julio Escudero) è una base antartica permanente cilena  localizzata nella penisola Fildes nella zona occidentale dell'Isola di re Giorgio, nelle Shetland Meridionali. La struttura è intitolata al giurista cileno professor Julio Escudero, che ha contribuito alla stesura della base giuridica per le rivendicazioni antartiche cilene.
Localizzata ad una latitudine di 62°12'S e ad una longitudine di 58°57'O in una zona libera dai ghiacci ad un'altitudine di 10 metri ed a soli 100 metri dalla base cilena Eduardo Frei.
Una prima struttura sul territorio era stata impiantata nel 1975 ed era conosciuta come rifugio Fildes o stazione Fildes. Gli edifici sono poi stati profondamente ampliati ed il nuovo complesso è stato inaugurato il 5 febbraio 1995 con il nome attuale. La nuova stazione può ospitare sino a 20 persone durante l'estate.
L'attività scientifica della base comprende principalmente lo studio dei raggi cosmici (dal 1989), il monitoriaggio ambientale (dal 1997), la biologia umana (dal 1997), la ionosfera e le aurore (dal 1978), la limnologia (dal 1985), la meteorologia (dal 1969), la sismologia (dal 1994) e la paleobotanica.